# La scuola o la scarpa
La scuola o la scarpa è un racconto dello scrittore Tahar Ben Jelloun del 2000 poi raccolto in L'école perdue del 2007 (presso Gallimard collana "Folio Junior"). In italiano è stato pubblicato con le illustrazioni di Lorenzo Mattotti in traduzione di Anna Maria Lorusso, presso Bompiani (collana "PasSaggi"). Il commercio del libro, secondo la fascetta editoriale, contribuiva a ricostruire una scuola in Mozambico.

## Trama
Il racconto narra di un professore che torna in un piccolo villaggio dell'Africa occidentale, in cui è nato, per insegnare quello che sa ai bambini. Nella scuola però mancano banchi, sedie e lavagne.
Man mano che si va avanti con i giorni diminuiscono i bambini all'appello e il professore va dal capo villaggio, Hadj Baba. I due hanno una lunga discussione riguardante il villaggio. Dopodiché il maestro decide di girare per il villaggio in cerca dei bambini, con la sua bicicletta.
Per la strada, incontra un pastore che gli indica una fabbrica. In essa il maestro trova un guardiano che lo minaccia e lui gli offre una sigaretta e lo lascia entrare. Dentro la fabbrica trova molti bambini che andavano a scuola da lui ma reagì facendo una lunga discussione. Lì i ragazzi lavorano a testa bassa e in silenzio costruendo scarpe in pelle e palloni da calcio senza perdere tempo. Il padrone dice che lui gli dava da mangiare e li pagava e alla fine lo butta fuori. Tornando al villaggio, racconta tutto a Hadj Baba cui gli dice che il sapere può attendere, la pancia degli uomini no e anche che la scuola sarà per un'altra volta. Trova, però, l'opposizione di alcuni bambini, che gli chiedono di rimanere e gli promettono che ritorneranno a scuola.
Il giorno seguente indirizzò i ragazzi di tornare a scuola e il professore regala a loro un pallone da calcio cucito con le sue stesse mani per simboleggiare l'affetto che aveva con loro.

## Edizione italiana
- Tahar Ben Jelloun, La scuola o la scarpa, illustrazioni di Lorenzo Mattotti, trad. di Anna Maria Lorusso, Bompiani, Milano 2000 ISBN 88-452-4516-0 ISBN 978-88-452-4516-9